# جون شابوت
جون شابوت هو لاعب هوكي جليد كندي، ولد في 18 مايو 1962 في سمرسايد، كندا ‏ في كندا.

## وصلات خارجية
- جون شابوت على موقع دوري الهوكي الوطني (الإنجليزية)
- جون شابوت على موقع EliteProspects.com (الإنجليزية)
- جون شابوت على موقع HockeyDB.com (الإنجليزية)
- جون شابوت على موقع Hockey-Reference.com (الإنجليزية)